# Wilhelm von Bismarck

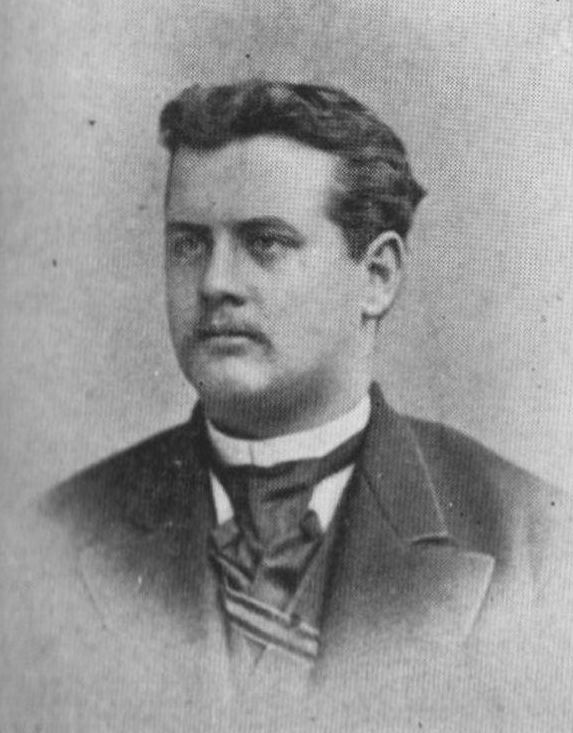
Graf Bismarck als Bonner Preuße

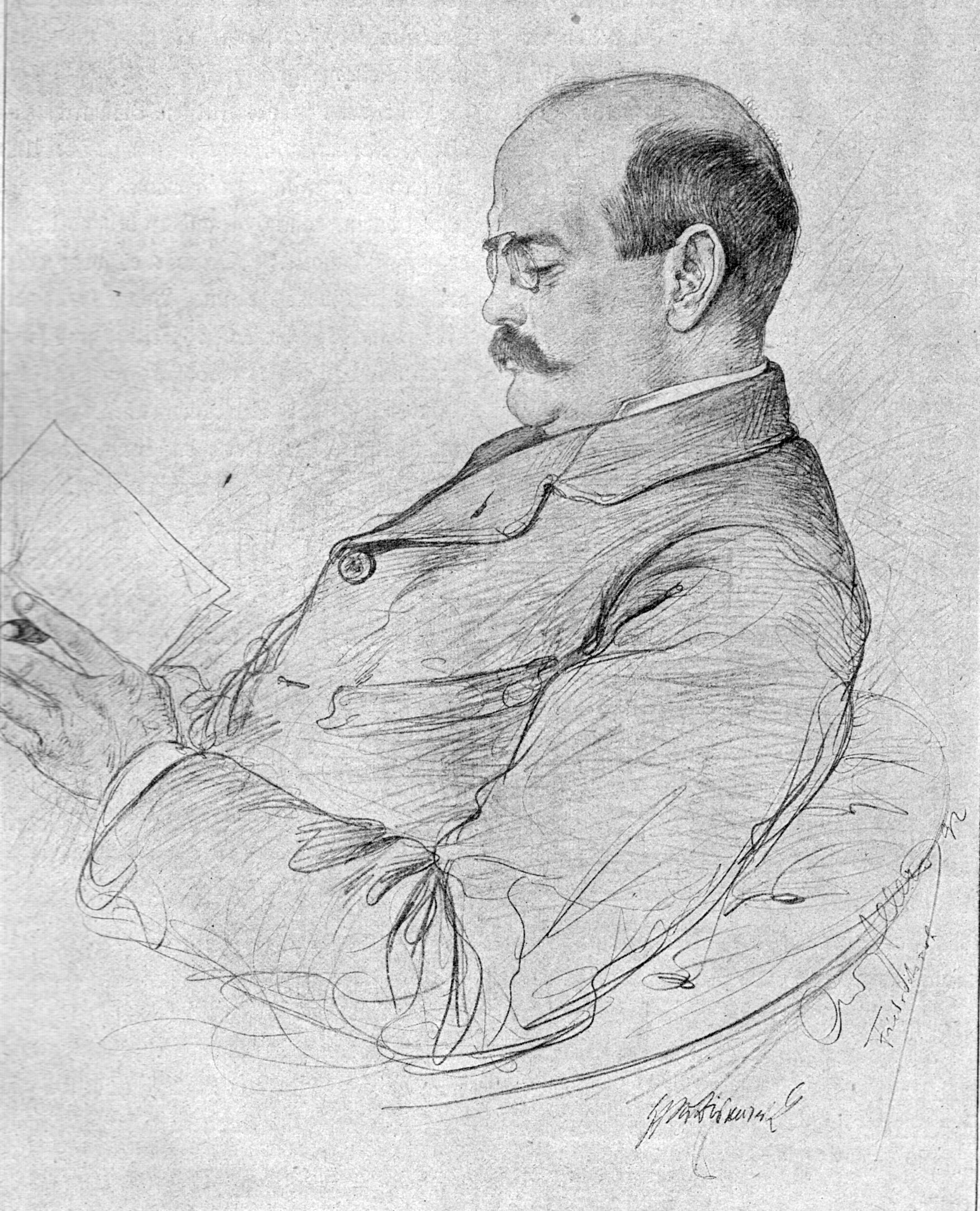
Wilhelm v. Bismarck (Christian Wilhelm Allers, 1892)

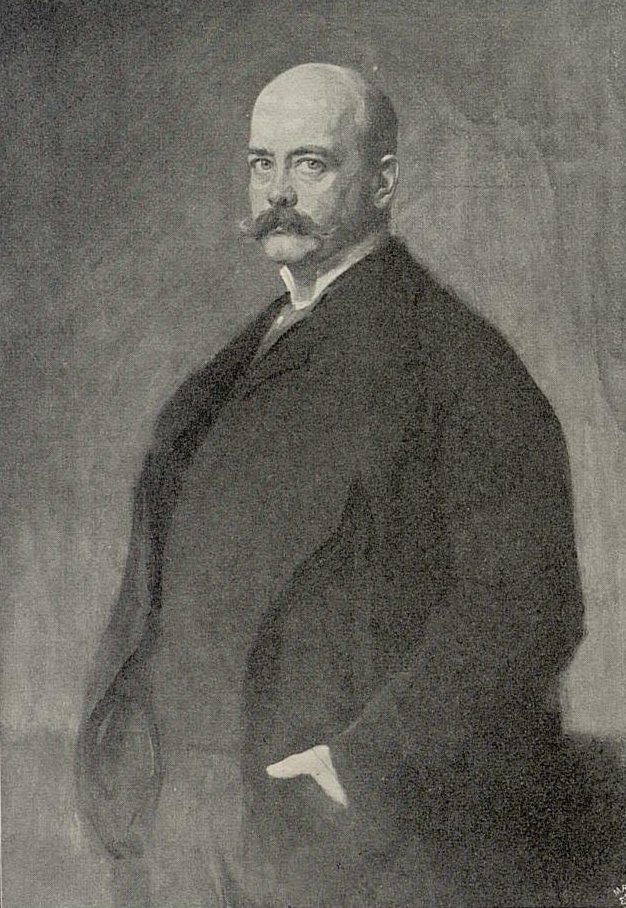
Graf Wilhelm von Bismarck, 1899, gemalt von Max Koner

Wilhelm „Bill“ Otto Albrecht von Bismarck-Schönhausen, ab 1865 Graf von Bismarck-Schönhausen (* 1. August 1852 in Frankfurt am Main; † 30. Mai 1901 in Varzin, Pommern) war ein deutscher Politiker und Verwaltungsjurist. Er war Mitglied des Reichstags, des Preußischen Abgeordnetenhauses, danach Landrat von Hanau, Regierungspräsident von Hannover und zuletzt Oberpräsident in der Provinz Ostpreußen. Er war ein Sohn Otto von Bismarcks.

## Herkunft und Familie
Wilhelm von Bismarck entstammte dem Adelsgeschlecht der Bismarcks und war der jüngere der beiden Söhne des nachmaligen preußischen Ministerpräsidenten und Reichskanzlers Otto Fürst von Bismarck und dessen Frau Johanna, geb. von Puttkamer. Wilhelm wurde in Frankfurt geboren, weil sein Vater zu dieser Zeit dort preußischer Gesandter beim Bundestag des Deutschen Bundes war.
Wilhelm von Bismarck heiratete am 6. Juli 1885 auf Schloss Kröchlendorff, Uckermark, seine Cousine Sibylle von Arnim (1864–1945), Tochter von Oskar von Arnim-Kröchlendorff und Malwine geb. von Bismarck-Schönhausen, der dem Kanzler eng verbundenen Schwester. Aus der Ehe gingen ein Sohn und zwei Töchter hervor.

## Ausbildung
Bismarck besuchte das Gymnasium in Berlin und studierte Rechtswissenschaft zunächst an der Rheinischen Friedrich-Wilhelms-Universität Bonn. Mit seinem Bruder Herbert von Bismarck wurde er 1870 Mitglied des Corps Borussia Bonn. Als Inaktiver wechselte er an die Friedrich-Wilhelms-Universität zu Berlin. Er legte das erste und 1878 zweite juristische Staatsexamen ab.
Vom 1. Oktober 1869 bis zum 16. August 1873 leistete er Militärdienst. Er war als Offizier Teilnehmer am Deutsch-Französischen Krieg. Er schied als Premier Leutnant à la suite aus dem Militär aus.

## Karriere
Zunächst wurde er Regierungsassessor in der politischen Abteilung des Auswärtigen Amtes und beim Kaiserlichen Statthalter im Reichsland Elsaß-Lothringen. 1881 wechselte er in die Reichskanzlei. 1882 wurde er Regierungsrat, 1884 Vortragender Rat im Preußischen Staatsministerium.
1885 schlug ihn der preußische Minister des Innern, Robert Viktor von Puttkamer, ein Verwandter seiner Mutter, dem König zur Ernennung zum Landrat des Kreises Hanau vor. Er erhielt die Stelle zum 22. September kommissarisch, am 16. Oktober 1885 endgültig übertragen. In seiner Amtszeit wurde 1886 die Stadt Hanau als kreisfreie Stadt verselbständigt und aus dem Kreis Hanau ausgegliedert. Da es so auch einen „Stadtkreis Hanau“ gab, wurde der bisherige „Kreis Hanau“ in „Landkreis Hanau“ umbenannt.
Zum 1. März 1889 wurde Bismarck Regierungspräsident von Hannover, 1895 bis 1901 Oberpräsident in Ostpreußen.
Von 1878 bis 1881 gehörte er als Mitglied der Deutschen Reichspartei, einer Reichstagsfraktion der Freikonservativen Partei, dem Reichstag an. Im Anschluss war er von 1882 bis 1885 Mitglied des Preußischen Abgeordnetenhauses. Er setzte sich vornehmlich für die Interessen der Landwirtschaft ein. Am 30. Mai 1901 starb er an einer Bauchfellentzündung.

## Ehrungen (Auswahl)
- 1884: Ernennung zum Geheimen Regierungsrat[2]
- Benennung des Mount Wilhelm im Bismarckgebirge (höchster Berg Papua-Neuguineas)
- Roter Adlerorden II. Klasse mit Stern und Eichenlaub
- Eisernes Kreuz II. Klasse